# Leichtathletik-Weltmeisterschaften 2023/Teilnehmer (Georgien)
| Goldmedaillen | Silbermedaillen | Bronzemedaillen |
| ------------- | --------------- | --------------- |
| —             | —               | —               |

Der Leichtathletikverband von Georgien hat für die Leichtathletik-Weltmeisterschaften 2023 in Budapest einen Sportler gemeldet.

## Ergebnisse

### Männer

#### Laufdisziplinen
| Athlet           | Disziplin | Vorlauf | Vorlauf | Halbfinale | Halbfinale | Finale | Finale |
| Athlet           | Disziplin | Zeit    | Platz   | Zeit       | Platz      | Zeit   | Platz  |
| ---------------- | --------- | ------- | ------- | ---------- | ---------- | ------ | ------ |
| Mindia Endeladse | 200 m     | 21,20 s | 49      | DNQ        | DNQ        | –      | –      |